# Diljá
Diljá Pétursdóttir (Kópavogur, Islândia; 15 de dezembro de 2001), conhecida simplesmente como Diljá, é uma cantora islandesa. A artista foi escolhida para representar a Islândia no Festival Eurovisão da Canção de 2023, em Liverpool, com a canção «Power», mas não conseguiu chegar à final.

## Biografia
Diljá tornou-se famosa quando participou no programa de talentos «Ísland Got Talent» em 2015. Em 2020, mudou-se para Copenhaga, onde alternou os seus estudos em fisioterapia com aulas de canto.
Em Janeiro de 2023, Diljá foi confirmada como uma das 10 participantes do «Söngvakeppnin», o festival utilizado para seleccionar o representante da Islândia no Festival Eurovisão da Canção. Depois, a 18 de Fevereiro, interpretou o seu single inédito «Lifandi inní mér» durante a primeira semi-final, na qual passou, ganhando a oportunidade de interpretar novamente a canção na final, a 4 de Março. Na final, interpretou a versão inglesa da sua canção para a Eurovisão, agora intitulada «Power». No final, o voto televisivo coroou-a vencedora, tornando-a a legítima representante da Islândia no Festival Eurovisão da Canção de 2023, em Liverpool. Nomeadamente, «Lifandi inní mér» alcançou o 11.º lugar na lista islandesa, enquanto «Power» ficou em 29.º lugar.

## Discografia

### Singles
- 2023 – Lifandi inní mér / Power
- 2023 – Crazy
- 2023 – Say My Name